# Bellavista (stacja kolejowa)
Bellavista (włoski: Stazione di Bellavista) – stacja kolejowa w Tarent, w prowincji Tarent, w regionie Apulia, we Włoszech. Znajduje się na linii Bari – Taranto.
Oprócz obsługi ruchu pasażerskiego, jest to również ważna stacja towarowa.

## Linie kolejowe
- Bari – Taranto